# Kemsi
Le Kemsi est un chaman guérisseur bamiléké au Cameroun.

## Description
Le Kemsi est un guérisseur, prophète et notable de Dieu, communiquant avec ses ancêtres. Il est présent dans les grassfields Bamiléké de l'ouest Cameroun,.